# Stiftsbibliothek Melk
Die Stiftsbibliothek Melk ist die Kloster- bzw. Stiftsbibliothek des Stiftes Melk. Sie besteht bereits seit Gründung des Melker Klosters im Jahre 1089, da die von Stift Lambach kommenden Benediktinermönche auch einige Schriften, so etwa die Benediktsregel Codex 1942, mitbrachten. Ihr Bestand umfasst heute rund 100.000 Bände, darunter 798 Inkunabeln.
Bis 1926 besaß die Bibliothek einen Erstdruck der Gutenberg-Bibel, der jedoch aufgrund von Geldmangel verkauft werden musste. Heute befindet er sich in der Beinecke Rare Book and Manuscript Library der Yale University, New Haven.

## Galerie

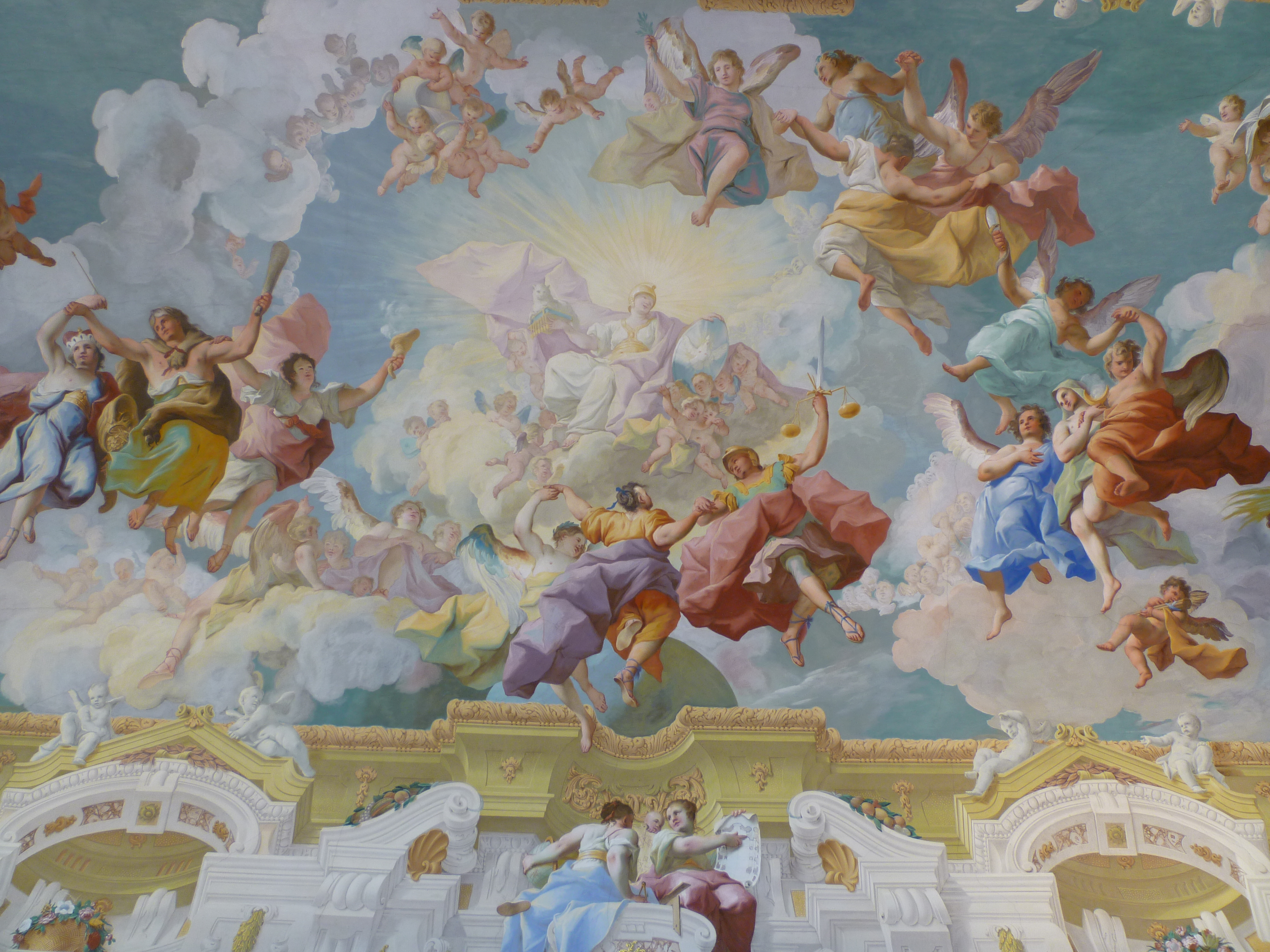
Deckenfresko von Paul Troger (1731/32)
Stiftsbibliothek Melk
Innenansicht des Hauptraumes
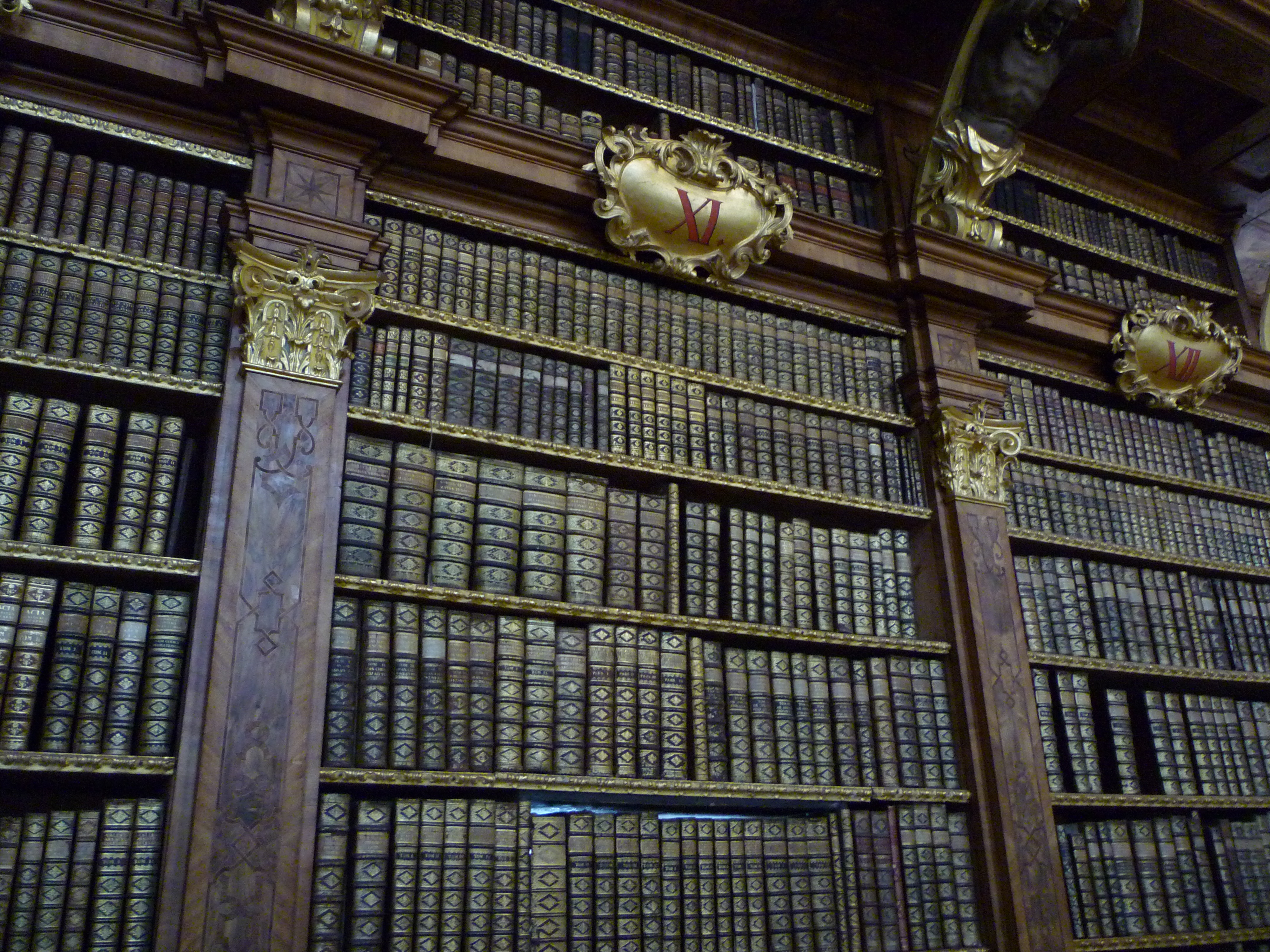
Bücher im Hauptraum
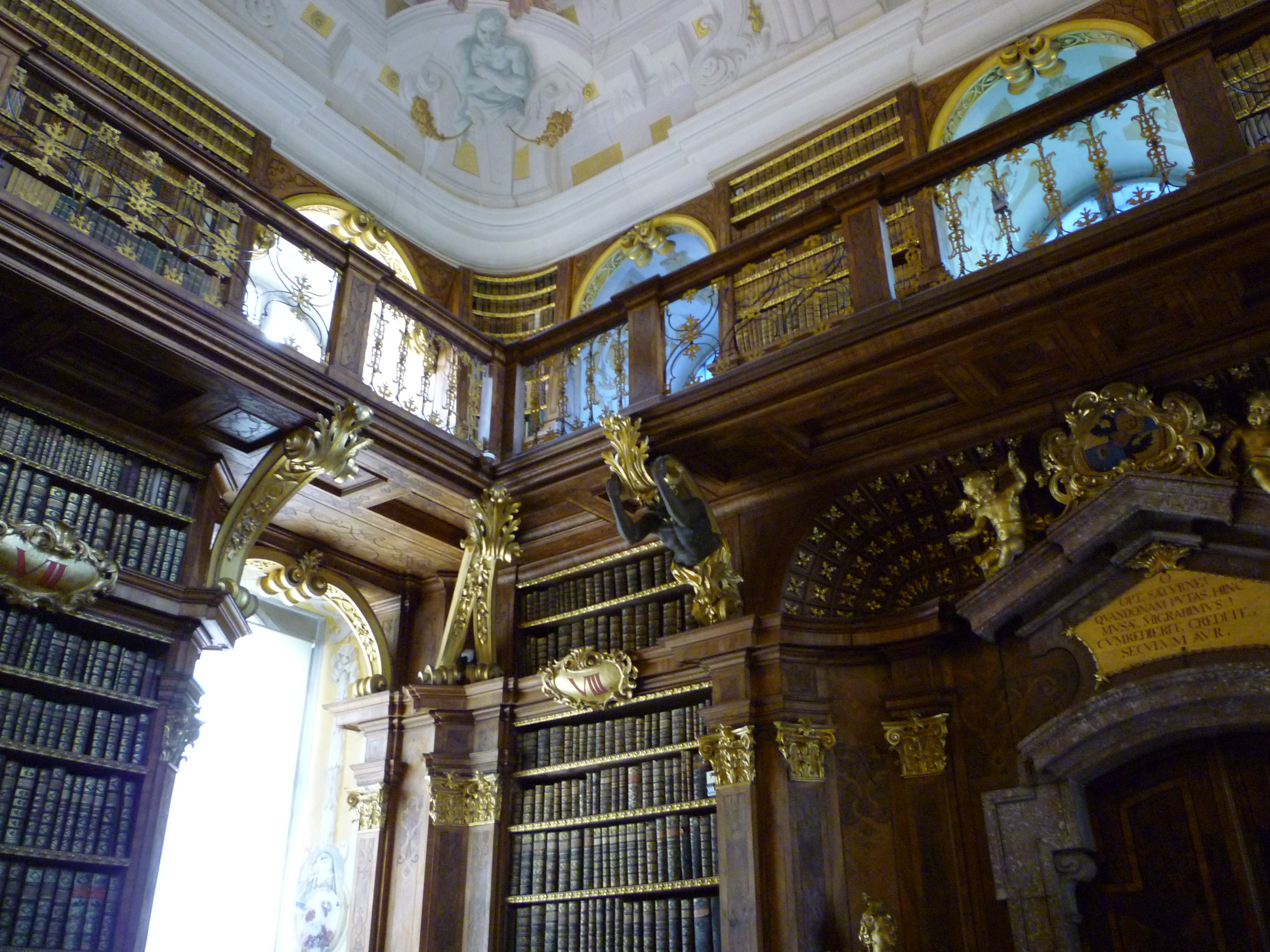
Galerie des Hauptraumes
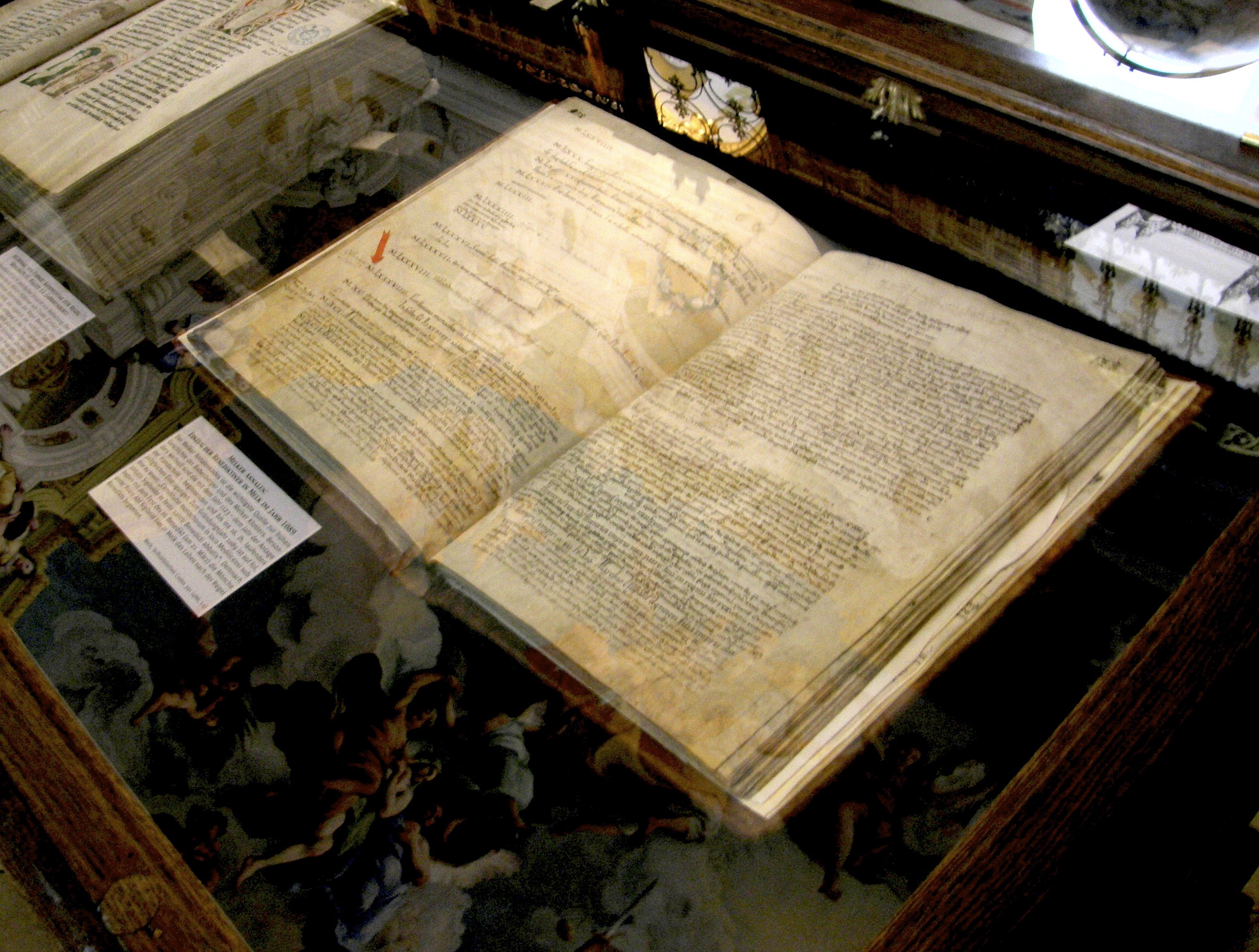
Melker Annalen
Fragment des Nibelungenlieds
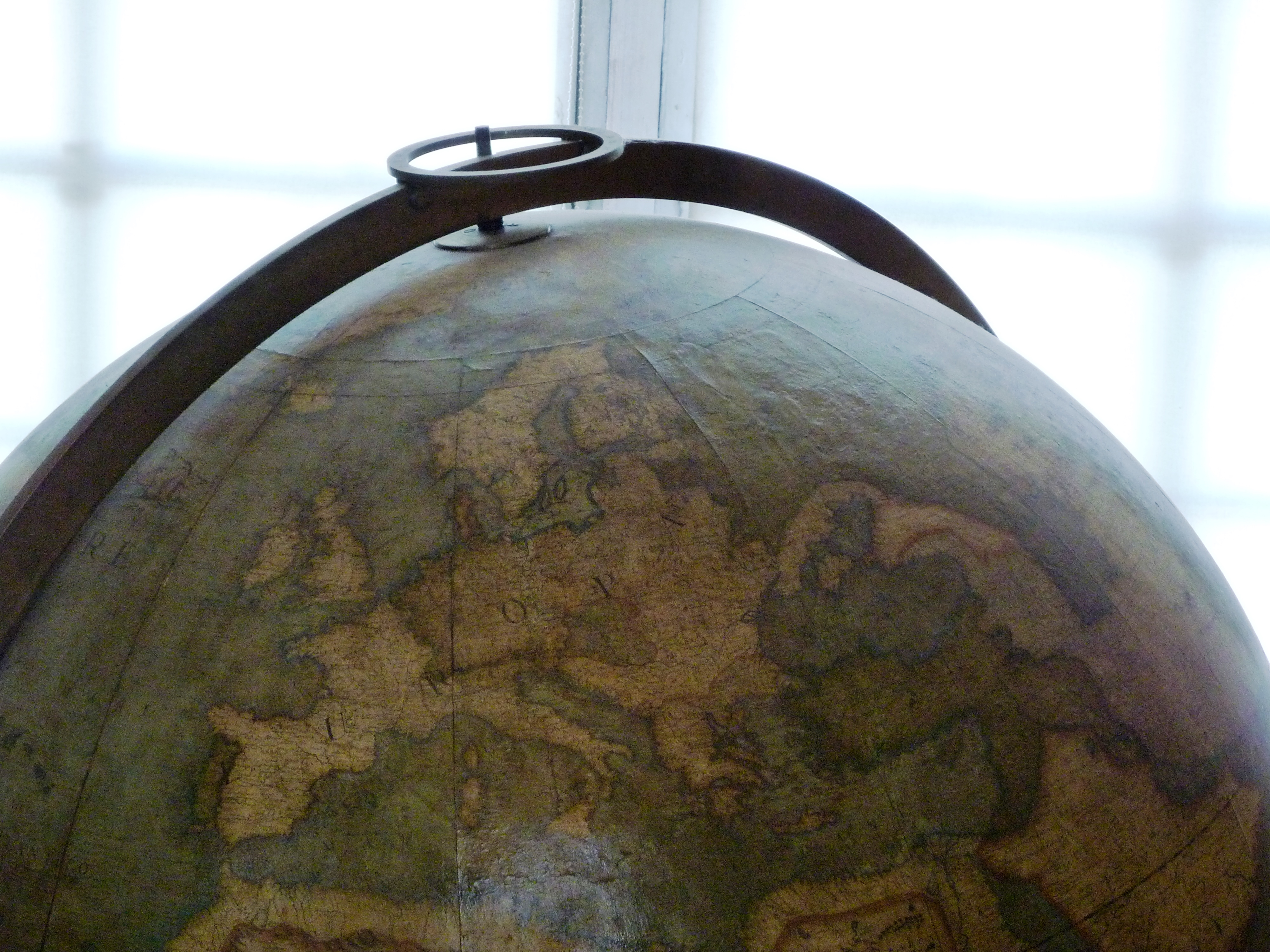
Globus